# Jessen (Elster)
Jessen é uma cidade da Alemanha localizada no distrito de Wittenberg, estado de Saxônia-Anhalt.